# Saudische Nationalhymne
Die saudische Nationalhymne (arabisch النشيد الوطني السعودي, DMG an-našīd al-waṭanī as-saʿūdī) ist die Nationalhymne von Saudi-Arabien. Die als as-salām al-malakī bekannte Melodie wurde 1947 vom ägyptischen Komponisten Abd ar-Rahman al-Chatib komponiert und 1950 zur Nationalhymne erklärt. Für viele Jahre war die Nationalhymne offiziell ohne Text, es gab allerdings einen inoffiziellen Wortlaut, der von dem Dichter Muhammad Talat verfasst worden war und der den König als Hüter der heiligen Stätten des Islam pries. Der heutige Text wurde von Ibrahim Chafadschi verfasst und 1984 offiziell angenommen. Er preist Gott und bittet darum, dem König ein langes Leben zu schenken. Im Januar 2025 erhielt der deutsche Komponist Hans Zimmer einen Auftrag zur Bearbeitung der Hymne.

## Text
| Arabisch | Transkription | Deutsche Übersetzung |
| --- | --- | --- |
| سارعي للمجد والعلياء مجدي لخالق السماء وارفعي الخفاق أخضر يحمل النور المسطر ردد الله أكبر يا موطني موطني عشت فخر المسلمين عاش الملك للعلم والوطن | Sāriʿī li-l-maǧd wa-l-ʿalyāʾ Maǧǧidī li-ḫāliq as-samāʾ wa-rfaʿī l-ḫaffāq aḫḍar Yaḥmil an-nūr al-musṭar Raddidi Allāh akbar yā mawṭinī Mawṭinī ʿišt faḫr al-muslimīn ʿāš al-malik li-l-ʿalam wa-l-waṭan | Strebe nach Ruhm und Vorherrschaft, Lasst uns den Schöpfer des Himmels preisen, und das Grün, die flatternde Flagge hissen, das Zeichen des Lichtes! Wiederhole: Gott ist am größten! Oh mein Land! Mein Land, magst du ewig leben, der Ruhm aller Muslime! Lang lebe der König, für die Fahne und das Land! |